# Richard Myers
Richard Myers (ou Richard L. Myers) est un réalisateur américain né en 1937 dans le comté de Portage en Ohio.

## Biographie
Enseignant à l'université d'État de Kent au début des années 1970, il est principalement reconnu pour Confrontation at Kent State, un documentaire sur la ville de Kent à la suite de la fusillade de l'université d'État de Kent.
Le reste de sa filmographie est principalement expérimentale et donne une place importante à une subjectivité surréaliste puisée dans le rêve.      

## Filmographie sélective
- 1960 : The Path
- 1964 : First Time Here
- 1965 : Coronation
- 1966 : Hiram-Upward Bound
- 1969 : Akran
- 1970 : Akbar
- 1970 : Bill and Ruby
- 1970 : Confrontation at Kent State
- 1971 : Allison
- 1971 : Deathstyles
- 1972 : Zocalo
- 1973 : Da
- 1974 : 37-73
- 1978 : Floor Show
- 1984 : Jungle Girl
- 1990 : Moving Pictures
- 1993 : Tarp
- 1996 : Monstershow
- 2003 : Marjory's Diary